# Paonias
Paonias is een geslacht van vlinders uit de onderfamilie Smerinthinae van de familie pijlstaarten (Sphingidae).

## Soorten
- Paonias astylus (Drury, 1773)
- Paonias excaecata (J.E. Smith, 1797)
- Paonias myops (J.E. Smith, 1797)
- Paonias wolfei Cadiou & Haxaire, 1997

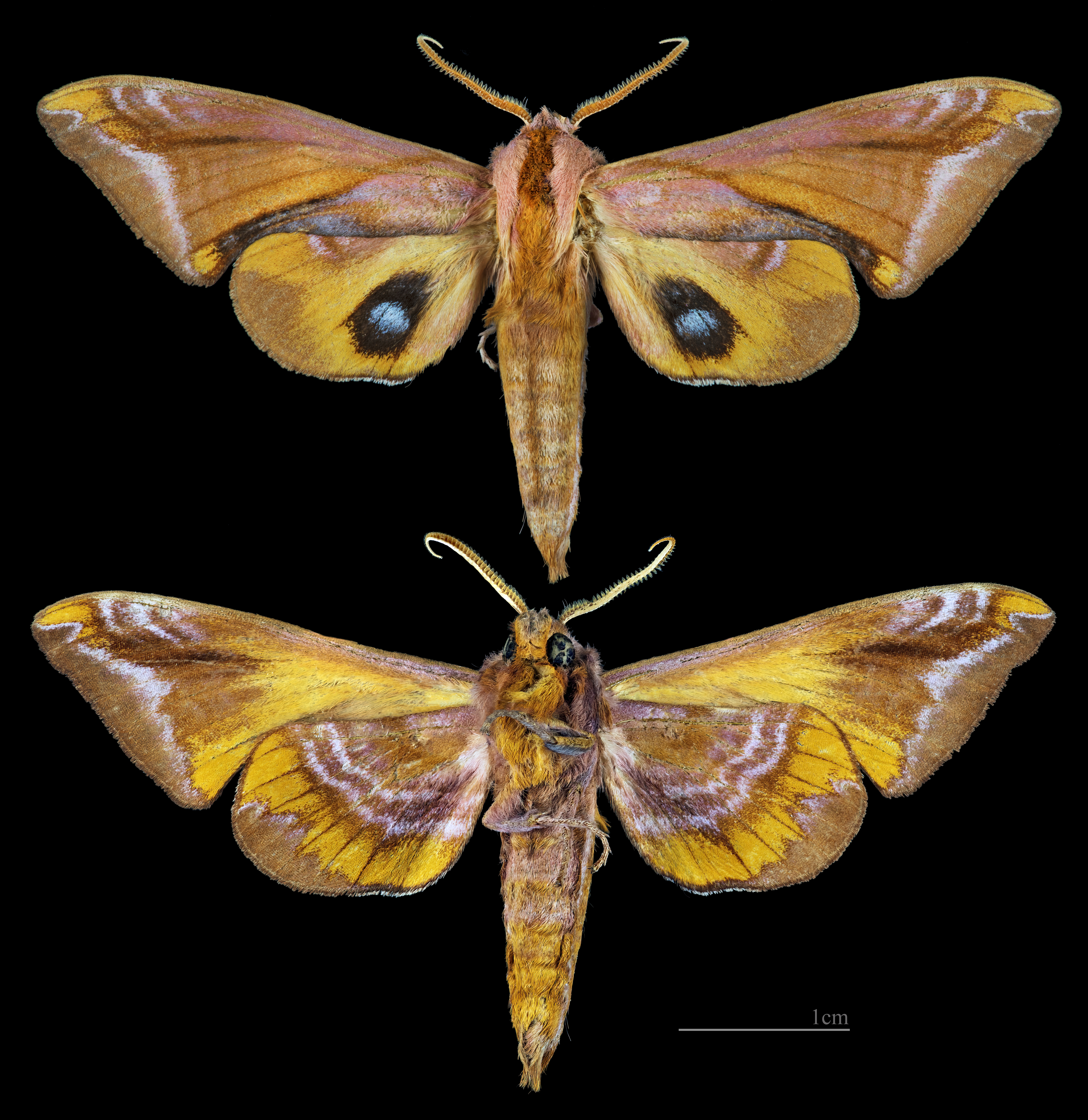
Paonias astylus
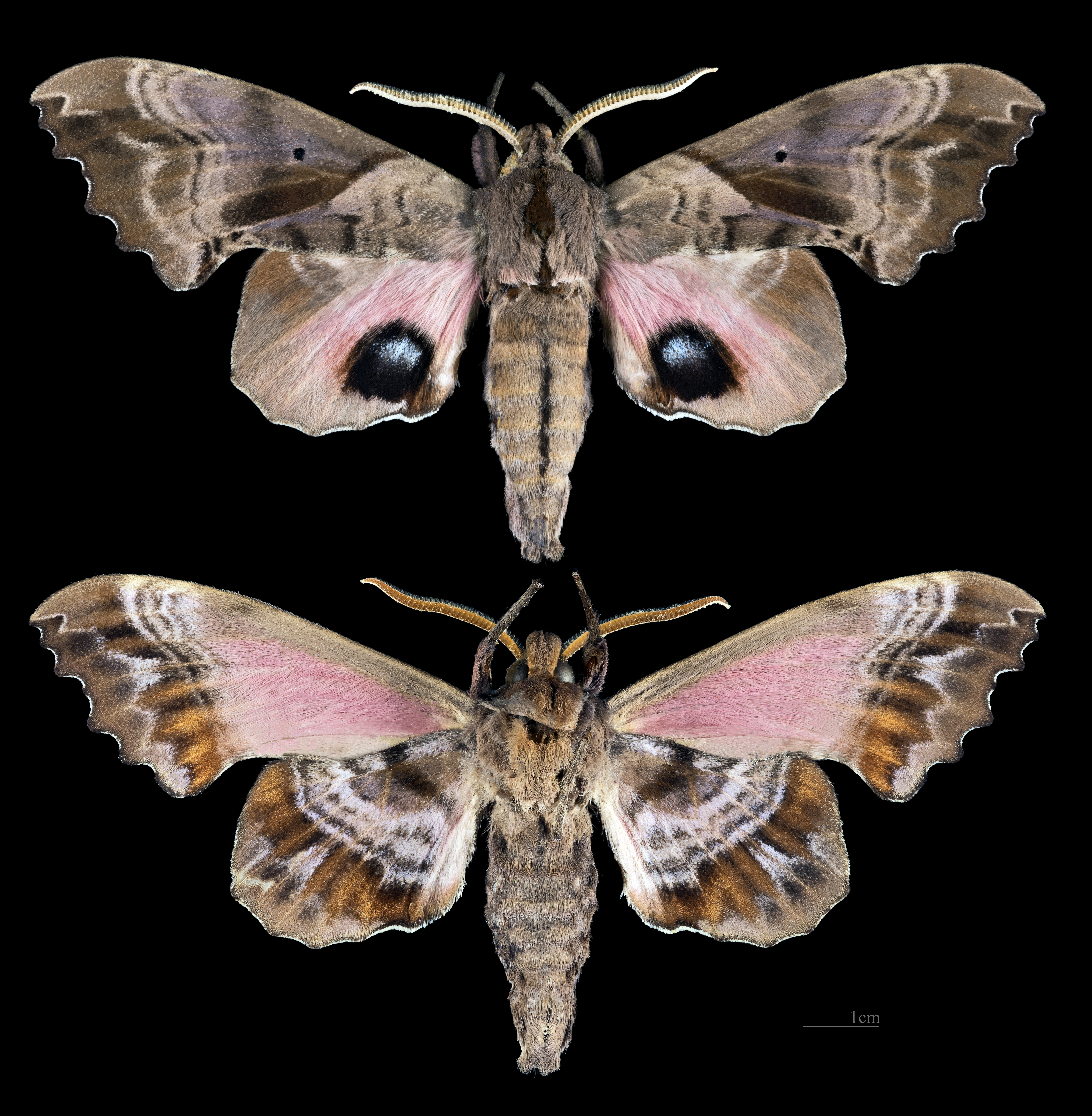
Paonias excaecatus
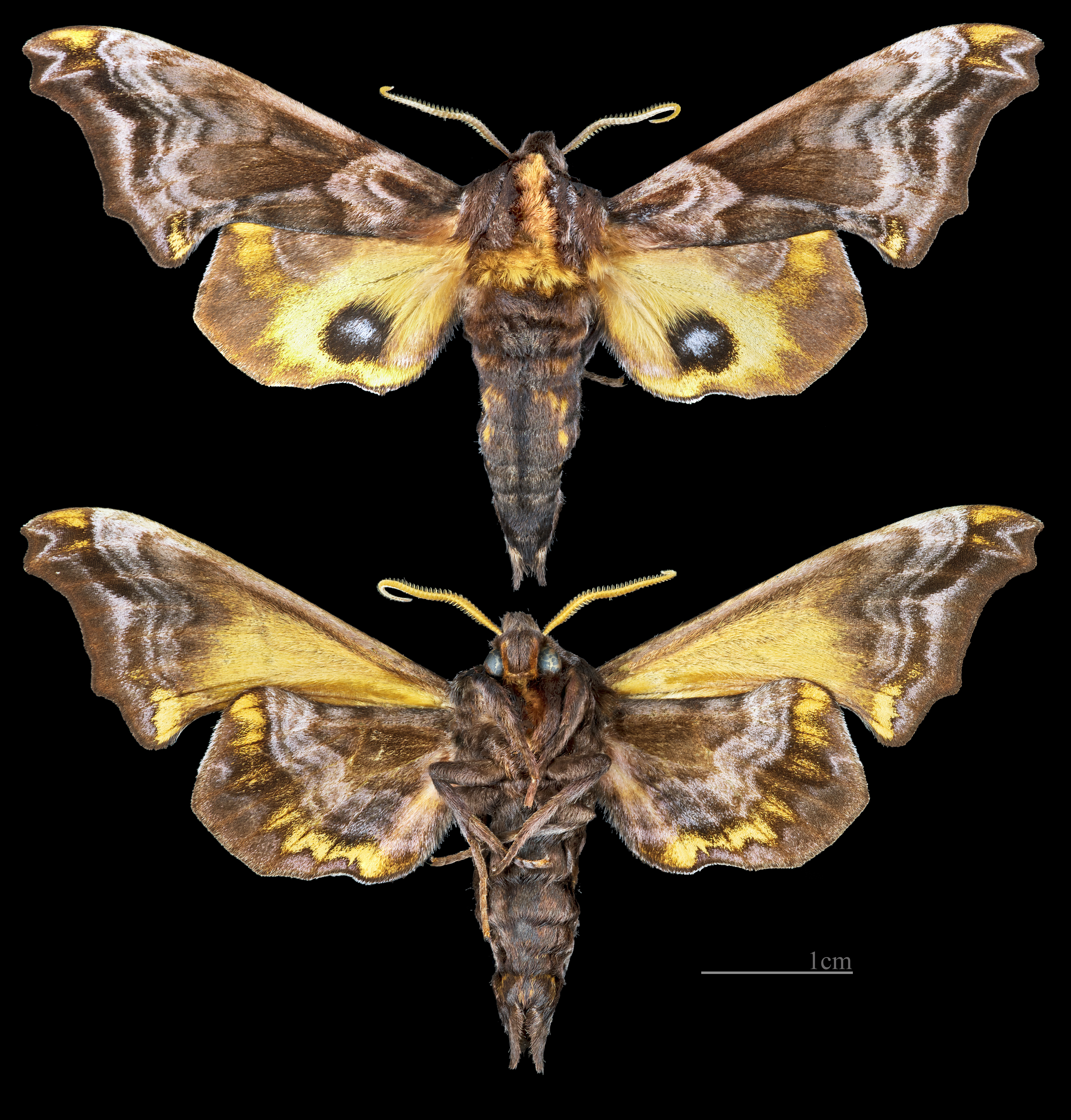
Paonias myops